# Савин, Илья Михайлович
Илья Михайлович Савин (2 августа 1897, деревня Плещеевка, Саратовская губерния — 21 июня 1959, Ленинград) — советский военачальник, генерал-майор (20.04.1945).

## Биография
Родился в деревне Плещеевка, ныне Колышлейского района Пензенской области. Русский.

### Первая мировая война
В мае 1916 года Савин был призван на военную службу и зачислен в запасной батальон Гвардейского егерского полка в Петрограде. В сентябре убыл на фронт в свой полк и воевал с ним в Полесье в составе 2-й бригады 1-й гвардейской дивизии 1-го гвардейского корпуса Особой армии. 5 октября 1916 года был ранен и эвакуирован в госпиталь, а в декабре отпущен в отпуск по ранению. По выздоровлении в феврале 1917 года вновь направлен в запасной батальон Гвардейского егерского полка в Петрограде. После июльских событий 1917 года с маршевой ротой направлен на Юго-Западный фронт в свой полк. На фронте окончил 2-месячные гренадерские корпусные курсы, после чего воевал в том же полку взводным унтер-офицером. В период Октябрьской революции полк вёл боевые действия в районе города Скалат. В декабре 1917 года Савин вновь был ранен и после отпуска в часть не вернулся. Последний чин — старший унтер-офицер, командир взвода.

### Гражданская война
2 августа 1918 года добровольно вступил в РККА в городе Саратов и был направлен во 2-й Саратовский полк. Убыл с ним на фронт под город Хвалынск. По прибытии с ротой был передан в 1-й Поволжский полк. 10 сентября 1918 года в бою под Сызранью попал в плен. В августе бежал, в конце октября 1919 года вернулся в ряды Красной армии. Службу проходил во 2-м крепостном полку командиром отделения конных разведчиков, старшиной хозяйственной команды, помощником командира и командиром роты.
С ноября 1920 года — начальник команды Омского военного госпиталя. В октябре 1921 года там же переведён в учебно-кадровый полк на должность помощника начальника хозяйственной команды. В июле 1922 года переведён на ту же должность в 87-й стрелковый полк в город Омск.
В ноябре 1922 года демобилизован.

### Межвоенный период
Работал завхозом в 5-й Сибирской школе агентов железнодорожного ОГПУ.
В декабре 1923 года вновь добровольно вступил в РККА и назначен в 34-й стрелковый полк 12-й территориальной стрелковой дивизии, где исполнял должности помощника командира и врид командира хозяйственной роты.
С апреля 1926 по август 1927 года проходил обучение на Сибирских повторных курсах комсостава РККА, затем был назначен командиром роты Омского стрелкового полка.
В 1929 году вступил в ВКП(б).
С ноября 1929 по январь 1930 года находился на курсах «Выстрел», по возвращении был назначен помощником начальника штаба полка.
С октября 1930 года — начальник полковой школы в 119-м стрелковом полку 40-й стрелковой дивизии ОКДВА, с марта 1932 года командовал учебным батальоном дивизии.
В ноябре 1934 года назначен командиром 80-го отдельного пулемётного батальона Полтавского УРа Дальневосточного края.
С февраля по июль 1937 года вновь учился на курсах «Выстрел». В августе 1938 года был уволен в запас.
В декабре 1938 года восстановлен в кадрах РККА и назначен старшим преподавателем тактики Ташкентского пехотного училища им. В. И. Ленина, с июля 1939 года командовал батальоном курсантов этого училища.
С декабря 1939 года майор Савин командовал сначала 45-м, а с мая 1940 года — 428-м горнострелковыми полками 83-й горнострелковой дивизии САВО в городе Ашхабад, Туркменстан.

### Великая Отечественная война
В начале в прежней должности. В августе 1941 года полковник Савин в Ташкенте сформировал 389-ю стрелковую дивизию. В конце августа сдал её и был назначен командиром 385-й стрелковой дивизии, формировавшейся в городе Фрунзе. В ноябре дивизия была переброшена в город Саратов, где вошла в 61-ю резервную армию. В конце ноября она сосредоточилась в районе города Ряжск. С 12 декабря дивизия вошла в подчинение 1-го особого стрелкового корпуса и переброшена в город Подольск, где вошла в состав 24-й армии Московской зоны обороны. В конце января она была подчинена 10-й армии Западного фронта и с 8 февраля 1942 года участвовала в Ржевско-Вяземской наступательной операции, вела бои за населённый пункт Лощихино. В начале марта полковник Савин был зачислен в распоряжение Военного совета Западного фронта, затем был назначен командиром 28-й отдельной курсантской стрелковой бригады. В составе 20-й армии участвовал с ней в боях северо-восточнее Гжатска. 10 июня отстранён от должности и назначен заместителем командира 36-й отдельной курсантской бригады. С августа вступил в командование этой бригадой, которая в составе 5-й армии вела оборонительные бои на гжатском направлении.
С 5 августа по 25 ноября 1943 года состоял в резерве Ставки ВГК, находился на учёбе в Высшей военной академии им. К. Е. Ворошилова. После окончания обучения направлен в распоряжение Военного совета Дальневосточного фронта, где в конце декабря был назначен командиром 17-й отдельной стрелковой бригады 2-й Краснознаменной армии.
С 14 июня 1944 года вступил в командование 187-й стрелковой дивизией, входившей в состав 1-й Краснознаменной армии. Дивизия находилась на усилении охраны государственной границы на участке хребет Волынский, гора Гладуха.
20 апреля 1945 — присвоено воинское звание генерал-майор.
С 5 августа 1945 года 187-я стрелковая дивизия под командованием генерал-майора Савина вошла в состав 17-го стрелкового корпуса 25-й армии 1-го Дальневосточного фронта и участвовала в Харбино-Гиринской наступательной операции. 9 августа её части прорвали оборону японских войск на стыке Волынского и Пограничненского УРов, уничтожили 11 пограничных гарнизонов противника и во взаимодействии со 105-м укреплённым районом к рассвету 10 августа овладели мощным узлом обороны — горой Пограничной. Продолжая стремительное наступление и уничтожая мелкие группы прикрытия, они 11 августа вступили в город Дунъин. В дальнейшем дивизия вела наступление в направлении Ванцин, Яньцзи, Вен-Шэн-Цзы, Дуньхуа. К исходу 25 августа дивизия сосредоточилась у железнодорожного моста в 2 км от города Дуньхуа. С 25 августа 1945 года дивизия входила в состав 25-й армии. За образцовое выполнение заданий командования в боях против японских войск на Дальнем Востоке при форсировании реки Уссури, прорыве Хутоуского, Мишаньского, Пограничненского и Дуннинского УРов, овладении городами Мишань, Гирин, Яньцзи, Харбин она была награждена орденом Кутузова 2-й степени (19.9.1945).

### Послевоенная карьера
После войны генерал-майор Савин продолжал командовать дивизией в Приморском ВО. После её расформирования в феврале 1946 года он был назначен заместителем командира 17-го стрелкового корпуса.
С июля 1946 года — заместитель командира в 45-го стрелкового Неманского корпуса.
С мая по октябрь 1947 года состоял в распоряжении главкома Сухопутных войск, затем был назначен командиром 94-й гвардейской стрелковой Звенигородско-Берлинской ордена Суворова дивизии ГСОВГ.
С января 1951 года командовал 64-й гвардейской стрелковой Красносельской Краснознаменной дивизией ЛВО.
С февраля 1953 года — начальник окружных объединенных курсов усовершенствования офицерского состава.
19 августа 1955 года уволен в отставку.

## Награды
СССР
- орден Ленина (30.04.1945)
- три ордена Красного Знамени (11.09.1943, 03.11.1944, 1950)
- орден Кутузова II степени[4][5] (??.09.1945)
- медали, в том числе:
  - «За оборону Москвы»
  - «За победу над Германией в Великой Отечественной войне 1941—1945 гг.»
  - «За победу над Японией»

Приказы (благодарности) Верховного Главнокомандующего в которых отмечен И. М. Савин
- За форсирование реки Уссури, прорыв Хутоуского, Мишаньского, Пограничненского и Дуннинского укреплённых районов японцев, преодоление труднодоступной горно-таёжной местности, продвижение вперёд на 500 километров и овладение городами Мишань, Гирин, Яньцзи, Харбин. 23 августа 1945 года. № 372